# Даміан Альварес
Даміан Альварес (ісп. Damián Álvarez, нар. 21 травня 1979, Морон) — аргентинський і мексиканський футболіст, що грав на позиції півзахисника за аргентинські і мексиканські клубні команди, а також за національну збірну Мексики.

## Клубна кар'єра
У дорослому футболі дебютував 1998 року виступами за команду «Рівер Плейт». Сезон 2001/02 провів в італійській «Реджині», у складі якої, утім, не заграв і повернувся до «Рівер Плейт».
2003 року перебрався до Мексики, приєднавшись до лав команди «Монаркас». За три роки, у 2006, перейшов до «Пачуки». Відіграв за команду із Пачука-де-Сото наступні чотири сезони своєї ігрової кар'єри. Більшість часу, проведеного у складі «Пачуки», був основним гравцем команди. 2006 року став у складі «Пачуки» володарем Південноамериканського кубка, де мексиканці грали як запрошена команди, а згодом двічі вигравав Кубок чемпіонів КОНКАКАФ. 
2010 року перейшов до «УАНЛ Тигрес», за який відіграв заключні вісім сезонів своєї кар'єри.

## Виступи за збірну
Граючи у Мексиці 2012 року прийняв пропозицію захищати кольори національної збірної цієї карїни. Наступного року провів свою другу і останню гру за мексиканську національну команду.

## Титули і досягнення
- Чемпіон Мексики (3):

«Пачука»: Клаусура 2007
«УАНЛ Тигрес»: Апертура 2011, Апертура 2015
- Володар Південноамериканського кубка (1):

«Пачука»: 2006
- Володар Кубка чемпіонів КОНКАКАФ (1):

«Пачука»: 2007, 2008